# Trattendorf
Trattendorf, niedersorbisch Dubrawa, ist ein Ortsteil der brandenburgischen Stadt Spremberg im Landkreis Spree-Neiße. Bekanntheit erlangte der Ort im sorbischen Siedlungsgebiet vor allem durch das Kraftwerk Trattendorf.

## Geographie
Das Dorf befindet sich im Süden der brandenburgischen Niederlausitz hart an der Grenze zur sächsischen Oberlausitz. Es liegt südlich des Spremberger Stadtzentrums an der alten Straße nach Hoyerswerda, der nächste Ort jenseits der Landesgrenze ist Zerre. Östlich des Siedlungsraums fließt die Spree gen Norden.

## Geschichte

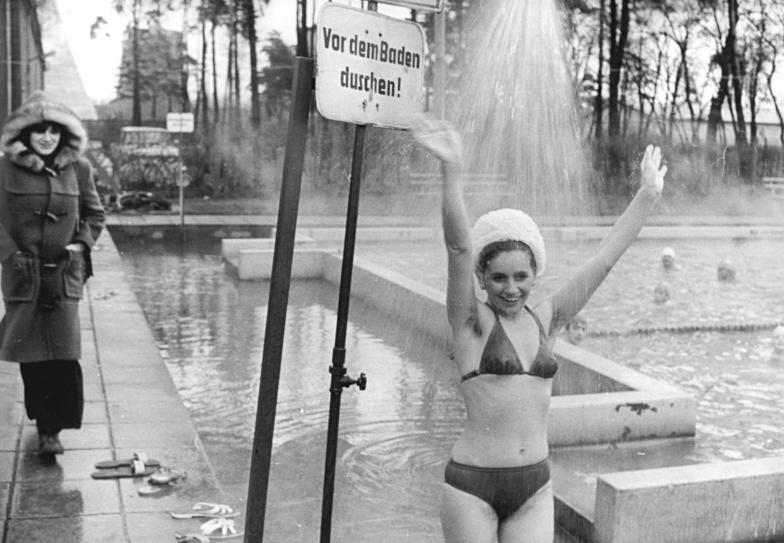
Neujahrsschwimmen 1981 im Freibad Trattendorf: Wassertemperatur 29 °C, Lufttemperatur 4 °C

Trattendorf wurde 1527 erstmals urkundlich als Dratendorf erwähnt, für das Jahr 1753 ist Trattendorff belegt. Der Name ist vom sorbischen Dubrawa „Eichenwald“ abgeleitet.
Durch den Prager Frieden kam das Dorf 1635 mit der Niederlausitz an das Haus Wettin. Es gehörte der Herrschaft Spremberg und wurde 1718 nach Spremberg gepfarrt. Nach den Gebietsabtretungen infolge des Wiener Kongresses kam Trattendorf 1815 zur preußischen Provinz Brandenburg und wurde in den Landkreis Spremberg (Lausitz) eingegliedert.
Während des Ersten Weltkriegs wurde 1915 der Bau des Großkraftwerks Trattendorf an der Spree begonnen und bereits zwei Jahre später in Betrieb genommen. In der Nähe des Kraftwerks wurde ab 1916 das Lonza-Werk erbaut, das dank günstiger Versorgungslage die energieaufwändige Karbidproduktion durchführen konnte. Nach dem Zweiten Weltkrieg wurde das Kraftwerk im Sommer 1945 von der SMAD beschlagnahmt. Diese ließ es als Reparation demontieren und in Litauen wiederaufbauen. Zum 1. Januar 1946 wurde Trattendorf nach Spremberg eingemeindet.

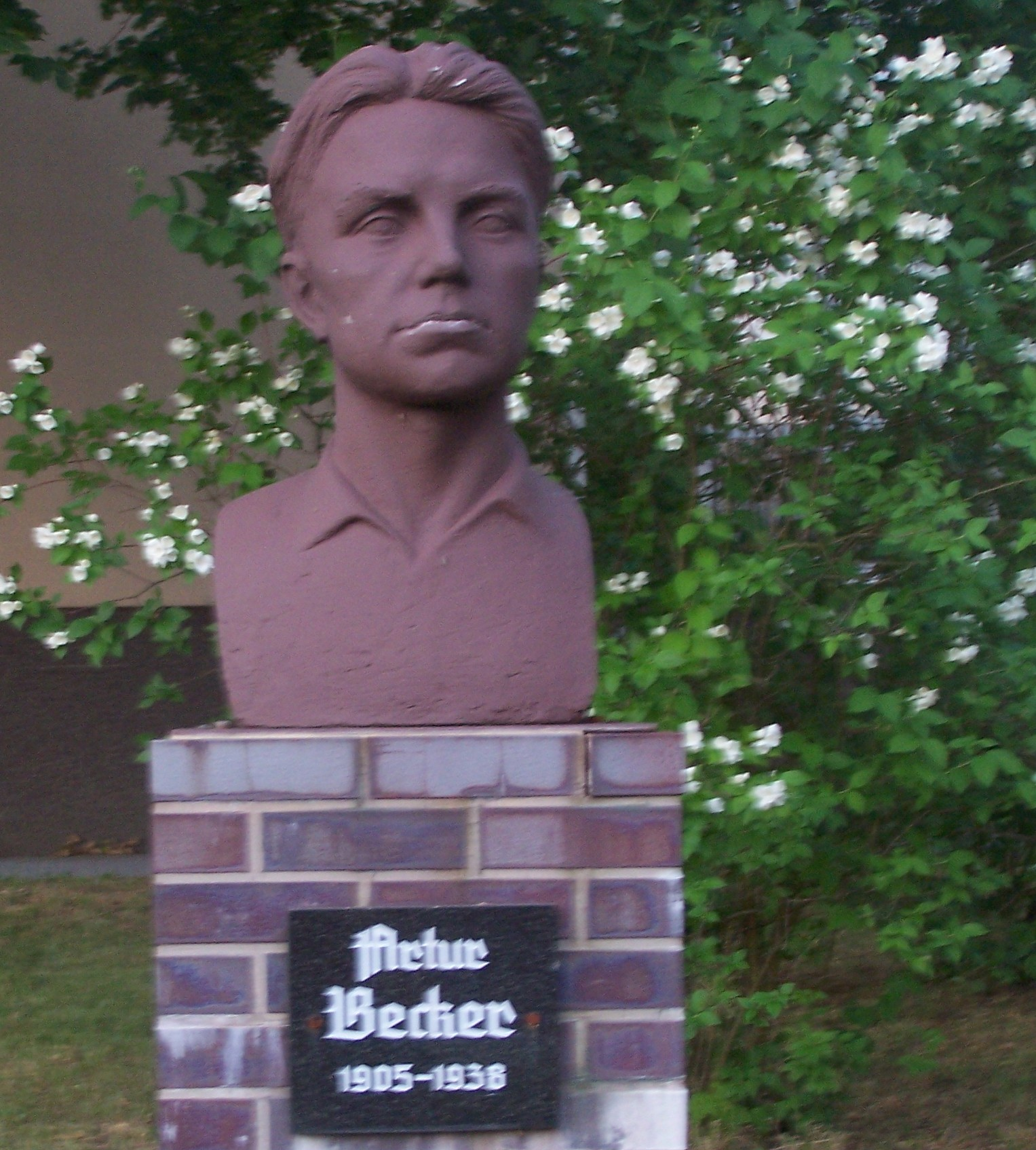
Büste Artur Beckers in der ehemaligen Gedenkstätte

Um die Stromversorgung der DDR zu sichern, wurde 1952 der Neubau eines Kraftwerks in Trattendorf am alten Standort beschlossen und 1954 der Grundstein dafür gelegt. Durch die FDJ wurden gezielt Jugendliche als Hilfsarbeiter bei den Bau- und Schachtarbeiten aus der ganzen DDR angeworben. Zunächst wurde Werk III mit sechs Turbinen zu je 25 MW im Jahr 1955 fertiggestellt, 1956 wurde Werk I mit zwei Hochdruckturbinen zu je 75 MW in Betrieb genommen. Diesem wurde am 29. April 1959 der Ehrenname „Jugendkraftwerk Trattendorf Artur Becker“ verliehen, der dann zugleich als offizieller Name für das Kraftwerk galt.

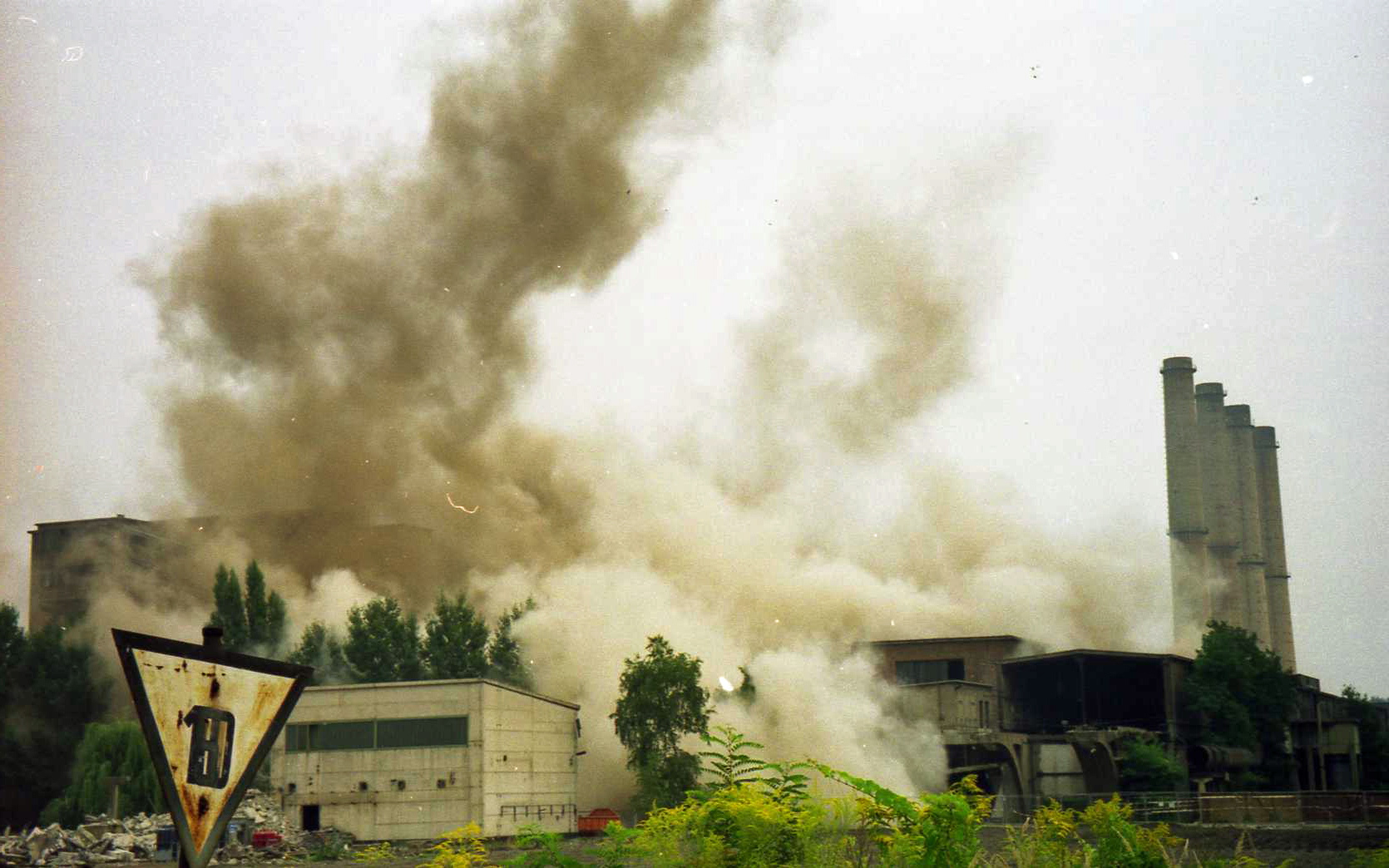
Sprengung der Kraftwerksschornsteine des Werks III, Juni 1997

Zur Kollektivierung der Landwirtschaft wurde 1960 die LPG „Artur Becker“ Trattendorf gegründet, auch ein Gemüsekombinat entstand, das mit Abwärme des Kraftwerks eine Gewächshausanlage betrieb. Kraftwerkswärme wurde unter anderem auch für ein beheiztes Schwimmbad sowie als Fernwärme für Haushalte verwendet.
Nach der politischen Wende erfolgte die schrittweise Stilllegung und ein daran gekoppelter Rückbau des Kraftwerks.
Am Platz des früheren Weltkriegsdenkmals wurde 1995 ein Gedenkstein für die Opfer der Kriege eingeweiht.

### Bevölkerungsentwicklung
| Jahr | Einwohner |
| ---- | --------- |
| 1852 | 316       |
| 1875 | 371       |
| 1890 | 511       |
| 1910 | 771       |
| 1925 | 997       |
| 1933 | 1682      |
| 1939 | 1974      |
| 2003 | 2826      |
| 2006 | 2590      |
| 2009 | 2359      |
| 2010 | 2259      |

Gegen Ende des 17. Jahrhunderts lebten in Trattendorf 10 Halbhüfner und 5 Gärtner. Die Einwohner waren ursprünglich nahezu gänzlich Sorben; noch in den 1880er Jahren ermittelte Arnošt Muka unter den 410 Einwohnern gerade einmal 20 Deutsche.
Im 19. und 20. Jahrhundert wuchs die Bevölkerung enorm an. Allein zwischen 1852 und 1925 ist eine Verdreifachung der Einwohnerzahl festzustellen, bis 1939 verdoppelte sich diese Zahl noch einmal. Durch die Eingemeindung nach Spremberg am 1. Januar 1946 setzte die Erhebung amtlicher Einwohnerzahlen aus.
Für den Wiederaufbau des Kraftwerks wurden im Ort Wohnungen gebaut, erst für die Bauarbeiter, später für die Kraftwerksarbeiter, wodurch die Einwohnerzahl nochmals stieg.
Heute hat Trattendorf etwa 2300 Einwohner.

## Persönlichkeiten
- Alfred Adolph (* 1929), Ingenieur und Generaldirektor